# Óscar Córdoba
Óscar Eduardo Córdoba (Cali, 3 februari 1970) is een voormalig profvoetballer uit Colombia die speelde als doelman. Hij was eerste doelman voor zijn vaderland bij het WK voetbal 1994 in de Verenigde Staten.

## Clubcarrière
Córdoba speelde bij verschillende clubs in zijn geboorteland Colombia voordat hij in 1997 uitweek naar Argentinië en zich aansloot bij Boca Juniors. Na uitstapjes naar Italië en Turkije keerde hij in 2007 terug in Colombia, waar hij zich aansloot bij Deportivo Cali. Hij sloot zijn loopbaan in 2009 af bij Millonarios. Hij was vooral succesvol met Boca Juniors. Met die Argentijnse club won hij drie landstitels, twee keer de Copa Libertadores en één keer de wereldbeker voor clubteams.

## Interlandcarrière
Córdoba speelde in totaal 73 interlands voor de nationale ploeg van Colombia in de periode 1993–2006. Hij maakte zijn debuut op 31 maart 1993 in een vriendschappelijke thuiswedstrijd tegen Costa Rica, die met 4-1 werd gewonnen onder meer dankzij twee treffers van Adolfo Valencia. Hij viel in dat duel na 58 minuten in voor een andere debutant, José María Pazo. Ook Óscar Cortés (Millonarios) en Harold Lozano (America de Cali) maakten in die wedstrijd hun debuut voor Colombia.
Córdoba had niet alleen concurrentie te duchten van Pazo, maar ook van Miguel Ángel Calero, Faryd Mondragón en veteraan René Higuita. Hij won in 2001 met zijn vaderland de strijd om de Copa América in eigen land.

## Erelijst
América de Cali
- Colombiaans landskampioen

1997
 CA Boca Juniors
- Copa Libertadores

2000, 2001
- Intercontinental Cup

2000
- Primera División Argentinië
- 1998-Apertura, 1999-Clausura, 2000-Apertura

 Beşiktaş JK
- Süper Lig

2003
- Turkse beker

2006
 Millonarios
- Copa Cafam

2009